# Parasimuliinae
Parasimuliinae là một phân học ruồi đen chứa 1 chi và 4 loài, phân bố ở Bắc Mỹ. Hầu hết các loài này hếm gặp và sống trong các hang động.

## Các loài
- Chi Parasimulium Malloch, 1914

- Phân loài Astoneomyia Peterson, 1977

- P. melanderi Stone, 1963

- Phân loài Parasimulium Malloch, 1914

- P. crosskeyi Peterson, 1977
- P. furcatum Malloch, 1914
- P. stonei Peterson, 1977